# Генрі Дуарте
Генрі Дуарте (ісп. Henry Duarte, нар. 5 жовтня 1958, Ліберія, Коста-Рика) — костариканський футбольний тренер.

## Кар'єра тренера
Розпочав тренерську кар'єру 1994 року, очоливши Молодіжну збірну Коста-Рика, з якою пропрацював неповний рік.
Протягом тренерської кар'єри також очолював команди клубів «Лімоненсе», «Пунтаренас», «Перес Селедон», «Ередіано», «Універсидад де Коста-Рика», «Гуанакастека», «Ліберія Міа», «Кармеліта» та «Сантос де Хуапілес», а також входив до тренерського штабу клубу «Маккабі» (Нетанья).
З 2014 по 2020 рік очолював тренерський штаб національної збірної Нікарагуа.